# Australian Championships 1932 - Singolare femminile
Coral Buttsworth ha battuto in finale Kathrine Le Mesurier con il punteggio di 9–7, 6–4.

## Tabellone

### Legenda
| - Q = Qualificato - WC = Wild card - LL = Lucky loser | - ALT = Alternate - SE = Special Exempt - PR = Protected Ranking | - w/o = Walkover - r = Ritirato - d = Squalificato |

### Fase finale
|  | Quarti di finale       | Quarti di finale       | Quarti di finale       | Quarti di finale | Quarti di finale |  |  | Semifinali           | Semifinali           | Semifinali           | Semifinali           | Semifinali           |   |   | Finale           | Finale           | Finale           | Finale | Finale |  |
|  |                        |                        |                        |                  |                  |  |  |                      |                      |                      |                      |                      |   |   |                  |                  |                  |        |        |  |
|  | Coral Buttsworth       | Coral Buttsworth       | Coral Buttsworth       | 6                | 6                |  |  |                      |                      |                      |                      |                      |   |   |                  |                  |                  |        |        |  |
|  | Meryl O'Hara-Wood      | Meryl O'Hara-Wood      | Meryl O'Hara-Wood      | 1                | 3                |  |  | Coral Buttsworth     | Coral Buttsworth     | Coral Buttsworth     | 6                    | 6                    |   |   |                  |                  |                  |        |        |  |
|  | Dorothy Weston         | Dorothy Weston         | Dorothy Weston         | 6                | 6                |  |  | Dorothy Weston       | Dorothy Weston       | Dorothy Weston       | 1                    | 1                    |   |   |                  |                  |                  |        |        |  |
|  | J. Wilson              | J. Wilson              | J. Wilson              | 1                | 0                |  |  |                      |                      |                      |                      |                      |   |   | Coral Buttsworth | Coral Buttsworth | Coral Buttsworth | 9      | 6      |  |
|  | Kathrine Le Mesurier   | Kathrine Le Mesurier   | Kathrine Le Mesurier   | 6                | 6                |  |  |                      |                      | Kathrine Le Mesurier | Kathrine Le Mesurier | Kathrine Le Mesurier | 7 | 4 |                  |                  |                  |        |        |  |
|  | Marjorie Crawford      | Marjorie Crawford      | Marjorie Crawford      | 2                | 4                |  |  | Kathrine Le Mesurier | Kathrine Le Mesurier | Kathrine Le Mesurier | 10                   | 7                    |   |   |                  |                  |                  |        |        |  |
|  | Emily Hood Westacott   | Emily Hood Westacott   | Emily Hood Westacott   | 6                | 7                |  |  | Emily Hood Westacott | Emily Hood Westacott | Emily Hood Westacott | 8                    | 5                    |   |   |                  |                  |                  |        |        |  |
|  | Frances Hoddle-Wrigley | Frances Hoddle-Wrigley | Frances Hoddle-Wrigley | 4                | 5                |  |  |                      |                      |                      |                      |                      |   |   |                  |                  |                  |        |        |  |